# Amazona gomezgarzai
Amazona gomezgarzai (лат., возможное русское название — синекрылый амазон) — вид попугаев с полуострова Юкатан (Мексика). Открыт в 2014 году орнитологом по имени Мигель Гомес Гарца (Miguel Gómez Garza), описан в 2017 году.
На март 2018 года вид не признан ни Международным союзом орнитологов, ни Международным союзом охраны природы.
Средняя длина тела птицы 25 см, вес тела 200 г. Самцы крупнее самок. Длина крыльев, в зависимости от пола особи, 170—175 мм, хвоста — 84—90 мм. Большая часть тела покрыта зелёными перьями. Тем не менее, окрас и размер отличают этих попугаев от других амазонов Юкатана — представителей видов Amazona albifrons и Amazona xantholora.